# Эрвэ, Жан-Люк

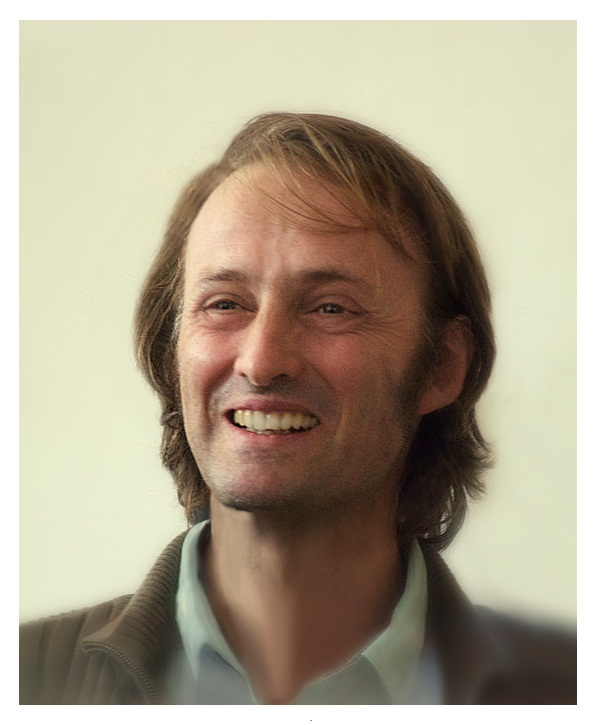

Жан-Люк Эрвэ (фр. Jean-Luc Hervé; род. 10 августа 1960) — французский композитор.

## Биография
Учился в консерватории Булонь-Бийянкур , а затем в Парижской консерватории (фр.  Conservatoire national supérieur de musique et de danse de Paris) по классу композиции у Эммануэля Нуниша и Жерара Гризе, где получил свою первую премию.

C 1983 по 1994 годы — участник группы Shub-Niggurath (клавишник и гитарист).
2001 год — стипендиат Villa Kujoyama в Киото (Kyoto)

2003 год — стипендиат DAAD в Берлине

Является композитором-исследователем в IRCAM.
В настоящее время преподаёт композицию в Консерватории Булонь-Бийанкур.
Живёт в Париже.

## Работы
- - Ciels (Небеса) (1994—2003) 8’ для оркестра
  - Presque du feu (Почти огонь) (1995) 7’ для оркестра
  - Intérieur rouge (1993) 8’ для ансамбля из пяти музыкантов
  - Le temps scintille (1995) 7’ для 12 музыкантов
  - Esprit métallique (1996) 12’ для 6 ударных. (По заказу Радио Франции)
  - Dans l’heure brève (1997) 15’ для 5 музыкантов и 2 скрипки-соло. (По заказу Радио Франции)
  - Encore (Снова) (1998—1999) 14’ для 18 музыкантов + электроника. (По заказу IRCAM)
  - In sonore (2001) 8’ для 7 музыкантов. (По заказу IRCAM)
  - U-I (2002) 12’ для меццо-сопрано и ансамбля из 7 музыкантов. (По заказу государства)
  - Flux (2006) 20’ для 17 музыкантов + электроника. (По заказу Ensemble Intercontemporain)
  - Ein/Aus (2008) 10’ для 9 музыкантов + электроника. (По заказу Фестиваля Ultraschall)
  - Alternance/topographie (2009) 18’ для 10 музыкантов + электроника
  - Ralentir/situer (2009) 10’ для 6 ударных + сd. (По заказу государства)
  - Dedans/dehors (2011) 40' для электроники. (По заказу France-Culture)
  - Germination (2013) 30' для ансамбля и электроники. (По заказу государства)